# Saint-Aignan-sur-Roë
Saint-Aignan-sur-Roë – miejscowość i gmina we Francji, w regionie Kraj Loary, w departamencie Mayenne.
Według danych na rok 2017 gminę zamieszkiwały 894 osoby, a gęstość zaludnienia wynosiła nieco ponad 49 osób/km².